# Volker Kottmann
Volker Kottmann (* 7. November 1937; † 24. April 2016) war ein deutscher Fußballtrainer. Mitte der 1970er-Jahre war er nacheinander kurzzeitig Trainer beider damaliger Bundesligisten aus Köln.
Bevor Kottmann die Laufbahn als Fußballtrainer einschlug, war er Anfang der 1960er-Jahre als Leichtathlet aktiv. Er startete zunächst für die SpVgg Feuerbach, danach für Bayer 04 Leverkusen und schließlich für den ASV Köln. Kottmann erreichte dreimal den Endlauf über 400 Meter Hürden bei Deutschen Meisterschaften und wurde dort zweimal Sechster und einmal Dritter.
Kottmanns erste Station als Cheftrainer war für die zweite Saisonhälfte 1970/71 die gerade aus der Bundesliga in die Regionalliga abgestiegene Alemannia Aachen; er wurde im Dezember 1970 als Ersatz für den erfolglosen Hermann Lindemann engagiert. Er stabilisierte zwar die Mannschaft und erreichte das Pokalhalbfinale gegen den 1. FC Köln (0:4), wurde jedoch am Ende der Spielzeit entlassen, da ein neuer Trainer eine junge Mannschaft neu aufbauen sollte. Kottmann kam zum Trainerstab des 1. FC Köln, den er im Dezember 1972 für genau eine Woche als Interimstrainer coachte. Er wurde jedoch vom Präsidenten und Mäzen der Kölner Fortuna Jean Löring für die Fortuna engagiert. Fortuna stieg zur Saison 1973/74 in die Bundesliga auf, sodass Kottmann innerhalb eines Jahres beide Kölner Profi-Mannschaften in der Bundesliga trainiert hatte. Die Fortuna unter Kottmann war jedoch so wenig erfolgreich, dass er zum Jahreswechsel 1973/74 in der Winterpause entlassen wurde.
Kottmanns nächste und letzte Station als Übungsleiter eines deutschen Profiteams wurde in der Saison 1975/76 der FC Augsburg, damals 2. Bundesliga Süd, doch auch hier wurde Kottmann in der Winterpause wegen Erfolglosigkeit entlassen.
Er verstarb am 24. April 2016.